# Maddalena Marliani-Raffi
Maddalena Marliani-Raffi, född 1720, död 1784, var en italiensk skådespelare.
Hon var engagerad vid Teatro San Moisè i Venedig 1739-1784. 
Hon var initialt dansare men blev snart skådespelare och beskrivs som en av de mest uppmärksammade scenkonstnärerna i Venedig och därmed i Italien, då Venedig under denna tid betraktades som Italiens främst teaterscen. Hon tycks ha haft en hemlig relation med den venetianske dramatikern Carlo Goldoni, som skrev, för henne, rollerna La castalda 1751, La serva amorosa 1752 och La locandiera 1753.